# Sainte-Flaive-des-Loups
Sainte-Flaive-des-Loups est une commune française située dans le département de la Vendée, en région Pays de la Loire.

## Géographie
Le territoire municipal de Sainte-Flaive-des-Loups s'étend sur 3 628 hectares. L'altitude moyenne de la commune est de 61 mètres, avec des niveaux fluctuant entre 14 et 77 mètres,.
L'Auzance y prend sa source.

### Communes limitrophes
| - OpenStreetMap Limite communale. |

| Saint-Georges-de-Pointindoux   | Landeronde              |                 |
| La Mothe-Achard Les Achards    | Sainte-Flaive-des-Loups | Les Clouzeaux   |
| La Chapelle-Achard Les Achards | Le Girouard             | Nieul-le-Dolent |

### Climat
Pour des articles plus généraux, voir Climat des Pays de la Loire et Climat de la Vendée.
En 2010, le climat de la commune est de type climat océanique franc, selon une étude du CNRS s'appuyant sur une série de données couvrant la période 1971-2000. En 2020, Météo-France publie une typologie des climats de la France métropolitaine dans laquelle la commune est exposée à un climat océanique et est dans la région climatique  Bretagne orientale et méridionale, Pays nantais, Vendée, caractérisée par une faible pluviométrie en été et une bonne insolation. 
Pour la période 1971-2000, la température annuelle moyenne est de 12,3 °C, avec une amplitude thermique annuelle de 13,3 °C. Le cumul annuel moyen de précipitations est de 830 mm, avec 12,6 jours de précipitations en janvier et 6,4 jours en juillet. Pour la période 1991-2020, la température moyenne annuelle observée sur la station météorologique de Météo-France la plus proche, « La Mothe Achard », sur la commune des Achards à 6 km à vol d'oiseau, est de 12,8 °C et le cumul annuel moyen de précipitations est de 959,1 mm,. Pour l'avenir, les paramètres climatiques de la commune estimés pour 2050 selon différents scénarios d'émission de gaz à effet de serre sont consultables sur un site dédié publié par Météo-France en novembre 2022.

## Urbanisme

### Typologie
Au 1er janvier 2024, Sainte-Flaive-des-Loups est catégorisée bourg rural, selon la nouvelle grille communale de densité à sept niveaux définie par l'Insee en 2022.
Elle est située hors unité urbaine. Par ailleurs la commune fait partie de l'aire d'attraction de La Roche-sur-Yon, dont elle est une commune de la couronne,. Cette aire, qui regroupe 45 communes, est catégorisée dans les aires de 50 000 à moins de 200 000 habitants,.

### Occupation des sols
L'occupation des sols de la commune, telle qu'elle ressort de la base de données européenne d’occupation biophysique des sols Corine Land Cover (CLC), est marquée par l'importance des territoires agricoles (94,2 % en 2018), en diminution par rapport à 1990 (97,4 %). La répartition détaillée en 2018 est la suivante : 
terres arables (59,8 %), zones agricoles hétérogènes (18,5 %), prairies (16 %), forêts (3,3 %), zones urbanisées (2,4 %). L'évolution de l’occupation des sols de la commune et de ses infrastructures peut être observée sur les différentes représentations cartographiques du territoire : la carte de Cassini (XVIIIe siècle), la carte d'état-major (1820-1866) et les cartes ou photos aériennes de l'IGN pour la période actuelle (1950 à aujourd'hui).

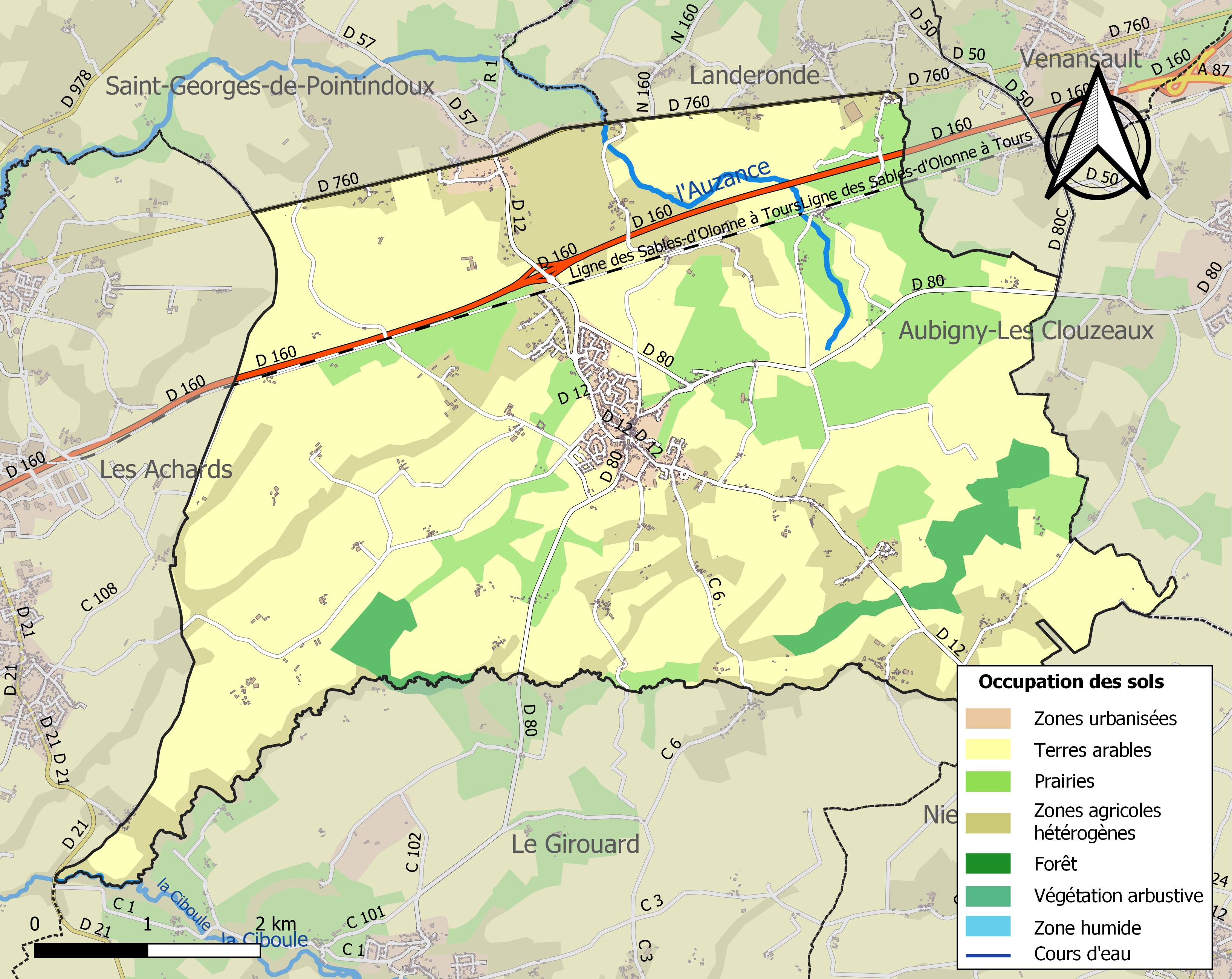
Carte des infrastructures et de l'occupation des sols de la commune en 2018 (CLC).

## Toponymie
Durant la Révolution, la commune porte le nom de Louvetière.

## Histoire
Ancienne baronnie du Gué-Sainte-Flaive de la famille d'Arcemalle.
Germanicus-François Foucher, chevalier, épousa Jacqueline d’Arcemalle dernière héritière de cette maison seigneuriale.
Leur fille unique, Marie-Jacqueline Foucher, épousa le 27 février 1683, Jean de Mesnard, chevalier, seigneur de la Vergne-Cornet, de la Vergne de Péault, et en partie de la Barotière.
La baronnie passa alors aux Mesnard-Maynard.
Une très belle maquette du château du Gué-Sainte-Flaive est exposée au logis de la Chabotterie à Saint-Sulpice-le-Verdon en Vendée.

### Origine du nom
Sainte Flaive vient du nom latin Flavia et évoque le nom de Sainte Flavia Domitilla, membre d’une famille romaine martyrisée en l’an 95.
La dénomination des loups, ajoutée plus tard, rappelle la grande forêt et les landes, jadis peuplées par les loups.

## Politique et administration

### Liste des maires
| Période                                  | Période   | Identité        | Étiquette | Qualité                                                                                             |
| ---------------------------------------- | --------- | --------------- | --------- | --------------------------------------------------------------------------------------------------- |
| 1944                                     | mai 1966  | Arsène Gendreau |           | Réélu en 1947, 1953, 1959 et 1965                                                                   |
| mai 1966                                 | mars 1983 | Gabriel Laidet  |           | Réélu en 1971 et 1977                                                                               |
| mars 1983                                | mars 1989 | Clovis Papin    |           | Dirigeant d'entreprise en grains et engrais                                                         |
| mars 1989                                | mars 2008 | Ernest Navarre  | DVD       | Cadre bancaire retraité Président de la CC du Pays des Achards (2001 → 2014) Réélu en 1995 et 2001  |
| mars 2008                                | en cours  | Patrice Pageaud | DVD       | Responsable d'agence bancaire Président de la CC du Pays des Achards (2014 → ) Réélu en 2014et 2020 |
| Les données manquantes sont à compléter. |           |                 |           | |

## Population et société

### Démographie

#### Évolution démographique
L'évolution du nombre d'habitants est connue à travers les recensements de la population effectués dans la commune depuis 1793. Pour les communes de moins de 10 000 habitants, une enquête de recensement portant sur toute la population est réalisée tous les cinq ans, les populations de référence des années intermédiaires étant quant à elles estimées par interpolation ou extrapolation. Pour la commune, le premier recensement exhaustif entrant dans le cadre du nouveau dispositif a été réalisé en 2004.

En 2022, la commune comptait 2 547 habitants, en évolution de +7,33 % par rapport à 2016 (Vendée : +5,33 %, France hors Mayotte : +2,11 %).
| 1793  | 1800 | 1806 | 1821 | 1831 | 1836  | 1841  | 1846  | 1851  |
| ----- | ---- | ---- | ---- | ---- | ----- | ----- | ----- | ----- |
| 1 200 | 940  | 970  | 909  | 989  | 1 125 | 1 146 | 1 287 | 1 308 |

| 1856  | 1861  | 1866  | 1872  | 1876  | 1881  | 1886  | 1891  | 1896  |
| ----- | ----- | ----- | ----- | ----- | ----- | ----- | ----- | ----- |
| 1 281 | 1 250 | 1 409 | 1 460 | 1 452 | 1 475 | 1 479 | 1 568 | 1 672 |

| 1901  | 1906  | 1911  | 1921  | 1926  | 1931  | 1936  | 1946  | 1954  |
| ----- | ----- | ----- | ----- | ----- | ----- | ----- | ----- | ----- |
| 1 698 | 1 670 | 1 601 | 1 424 | 1 443 | 1 401 | 1 379 | 1 306 | 1 318 |

| 1962  | 1968  | 1975  | 1982  | 1990  | 1999  | 2004  | 2006  | 2009  |
| ----- | ----- | ----- | ----- | ----- | ----- | ----- | ----- | ----- |
| 1 271 | 1 213 | 1 145 | 1 399 | 1 556 | 1 579 | 1 826 | 1 939 | 2 052 |

| 2014  | 2019  | 2022  | - | - | - | - | - | - |
| ----- | ----- | ----- | - | - | - | - | - | - |
| 2 337 | 2 439 | 2 547 | - | - | - | - | - | - |

#### Pyramide des âges
En 2018, le taux de personnes d'un âge inférieur à 30 ans s'élève à 36,3 %, soit au-dessus de la moyenne départementale (31,6 %). À l'inverse, le taux de personnes d'âge supérieur à 60 ans est de 21,8 % la même année, alors qu'il est de 31,0 % au niveau départemental.
En 2018, la commune comptait 1 225 hommes pour 1 192 femmes, soit un taux de 50,68 % d'hommes, légèrement supérieur au taux départemental (48,84 %).
Les pyramides des âges de la commune et du département s'établissent comme suit.
| Hommes | Classe d’âge | Femmes |
| ------ | ------------ | ------ |
| 0,7    | 90 ou +      | 1,3    |
| 4,5    | 75-89 ans    | 6,2    |
| 15,1   | 60-74 ans    | 15,6   |
| 19,3   | 45-59 ans    | 16,7   |
| 23,5   | 30-44 ans    | 24,3   |
| 13,6   | 15-29 ans    | 13,5   |
| 23,2   | 0-14 ans     | 22,4   |

| Hommes | Classe d’âge | Femmes |
| ------ | ------------ | ------ |
| 0,8    | 90 ou +      | 2,2    |
| 8,7    | 75-89 ans    | 11,1   |
| 20,3   | 60-74 ans    | 21,3   |
| 20     | 45-59 ans    | 19,4   |
| 17,5   | 30-44 ans    | 16,8   |
| 15     | 15-29 ans    | 13,2   |
| 17,7   | 0-14 ans     | 16,1   |

## Culture locale et patrimoine

### Lieux et monuments
- Église Sainte-Flaive.
  - L’église, de style néo-gothique, a été construite par l’architecte Libaudière en 1895. Un magnifique orgue à tuyaux y a été installé en 1990.
- Château du Guy.
  - Logis construit à la fin du 15e siècle. L'aménagement intérieur est refait vers 1640, puis une nouvelle fois à la fin du 17e siècle (décor peint). Cet édifice est inscrit monument historique depuis 1995[26].
- Château de la Lière, construit vers 1560.

### Héraldique
| Blason | Blasonnement : De gueules à l'anille d'argent, au chef d'or chargé de trois têtes de loup arrachées de sable. |

## Pour approfondir